# William Collier, Sr.
William Collier, Sr. (12 de noviembre de 1864 – 13 de enero de 1944) fue un actor y guionista cinematográfico de nacionalidad estadounidense.

## Biografía
Nacido en la ciudad de Nueva York, su verdadero nombre era William Morenus. A los 11 años de edad abandonó su hogar para juntarse a una compañía teatral itinerante dirigida por Eddie Foy. Tras hacer una notable carrera en el teatro, decidió actuar en el cine, empezando su trayectoria con el productor Mack Sennett. Dejó el cine durante unos años para volver al teatro, pero retomó su carrera cinematográfica con la llegada del cine sonoro.
Collier se casó con Louise Allen, la cual falleció en 1909. Al año siguiente se casó con Paula Marr, adoptando al hijo de ella, Charles, que pasó llamarse William Collier, Jr. (1902-1987).
William Collier, Sr. falleció en Beverly Hills, California, en 1944, a causa de una neumonía. Fue enterrado en el Cementerio Forest Lawn Memorial Park, en Glendale (California).

## Selección de su filmografía
- Never Again (1916)
- Better Late Than Never (1916)
- High Society Blues (1930)
- Harmony at Home (1930)
- She's My Weakness (1930)
- Mr. Lemon of Orange (1931)
- Annabelle's Affairs (1931)
- La huerfanita (1931)
- After Tomorrow (1932)
- A Successful Failure (1934)
- The Murder Man (1935)
- Give Us This Night (1936)
- Josette (1938)
- Television Spy (1939)
- Miracle on Main Street (1939)
- The Hard Boiled Canary (1941)